# 杨健 (新西兰)
杨健（1962年10月—），生于江西鷹潭，新西兰国际关系学者、前国会议员。

## 早年生活

### 家庭背景
杨健的父亲杨经仁、母亲周可央都是小学教师。杨健的外祖父是中华民国国军的少将，外祖父的哥哥也是中华民国国军的高级将领，1949年随蒋介石赴台湾。由于这种家世，杨健的童年一直蒙在家庭成分不好的阴影中。“文革”时期，6岁的杨健以及两兄弟随父母下放到鹰潭镇白露公社双凤大队，并在该大队念完了小学。直到“文革”结束后，杨健才随父母回到鹰潭镇，进入鹰潭一中学习。其间，杨健曾对表演感兴趣，想进入鹰潭文工团，还想参军，但均因家庭成分不好而未能如愿。

### 求学经历
“文革”结束后，全国恢复高考。1978年，杨健考入中国人民解放军空军工程学院英语专业。因成绩优异，毕业后留校任教。5年后，考入中国人民解放军洛阳外国语学院英语专业攻读硕士学位，并于1988年至1989年在南京大学-约翰斯·霍普金斯大学中美文化研究中心从事“美国研究”一年。其间，杨健建立了家庭，夫人金女士是他念研究生时的同学。
1994年1月，杨健获得了澳大利亚国际发展署（AusAid）的奖学金，进入澳大利亚国立大学攻读国际关系学博士学位，研究方向是中国对外关系及亚太地区国际关系。出国前，杨健曾是中国共产党党员。因他先后上学的两所学校均有军方背景，受当时政策规定的限制，所以出国时使用洛阳大学身份。1995年，杨健的夫人带着大女儿去往澳大利亚陪读。留学澳大利亚期间，杨健曾任堪培拉中国学生学者联谊会主席，并创办了澳大利亚国立大学中国学生俱乐部，组织过庆祝香港回归等活动。

## 职业生涯
1999年，杨健毕业获得博士学位。当时，新西兰奥克兰大学一位教师转至澳大利亚国立大学任教，杨健通过申请来到奥克兰大学填补了该教师的教职，担任国际关系系讲师，并出版了首部学术专著《美国国会与对华政策》。不久，该系将和他签的为期3年的合同改为永久聘用。后来，杨健的夫人也进入奥克兰大学信息技术部门担任全职工作。
2010年底，杨健任奥克兰大学文学院副院长。2011年初，开始兼任新西兰亚洲研究院中国研究中心主任。2011年5月，奥克兰部分华人居住较密的地区收到一份来自名为“右翼团体”印发的“停止亚洲侵略”宣传册，煽动排挤当地亚裔居民，华人社区对此反应强烈，学者杨健接受媒体采访时表示，这种反亚裔情绪不可能成为主流，并认为华人应积极融入主流社会以谋求更多认同。
在新西兰工作后，杨健加入该国国籍，作为中国问题专家和政治评论员在当地受到关注。2006年起，杨健多次代表新西兰参加同中国、日本及东南亚国家的半官方对话。当时有人建议杨健从政，但杨健更想单纯从事学术，所以并未轻易接受建议。
2010年11月，来自香港的新西兰国家党华人国会议员黄徐毓芳辞职。国家党是新西兰两大政党之一，当时也是执政党。为应对即将到来的大选，国家党正在华人社区寻找新的国会议员候选人。2011年8月8日，杨健突接国家党主席彼得·古德费洛（Peter Goodfellow）的征询电话，杨健未马上做决定，但同意和古德费洛见面详谈。后经古德费洛安排，新西兰总理约翰·基接见杨健，也劝杨健参选。杨健同意代表国家党参选，并向学院辞职。但学院驳回了其辞职申请，并许诺为他办理3年的暂时停职。新西兰每届国会议员任期3年。
不久，国家党公布本党候选人排名，杨健排第36位，在当年国家党新推出的12位候选人里排名第一。2011年11月26日，新西兰国会大选，国家党获胜得以继续执政，杨健也当选为国会议员。任内，他兼任新西兰国会对华友好小组主席、新西兰对华关系促进会顾问。2013年3月，杨健随新西兰贸易部长蒂姆·格罗泽访问中国，并在北京中国国际经济交流中心就新中关系发表《对于新中关系的若干认识》讲话。2014年10月至2016年3月，杨健在新西兰国会外交、防务和贸易特别委员会担任委员。
早在加入国家党时，杨健就已与国家党党内决策层进行了充分沟通，说明了自己的教育和工作经历，决策层认为这是体制规定导致的历史问题，无太大影响。当选国会议员后，杨健公开了其教育和工作经历。

## 间谍风波
2017年，杨健在国家党为9月23日举行的大选提交的议员候选人名单中排第33位，很可能第三次当选国会议员。恰在大选前十多天的2017年9月13日，新西兰独立网络媒体Newsroom以《国家党议员接受过中国间谍培训》为题报道称，杨健隐瞒了“曾经的中国军方背景”，被新西兰安全情报局（NZSIS）调查3年，调查内容是其在中国军事院校（即中国人民解放军空军工程学院和中国人民解放军洛阳外国语学院）的十年经历。该消息一出迅速引起新西兰媒体强烈反响。国家党在大选中最主要的竞争对手、新西兰工党领袖阿德恩向媒体表示，因为資訊不足对此事不做评论。另一个主要反对党新西兰优先党党魁彼得斯则秉持向来的排外论调称：“新西兰人应该对杨健的背景非常小心。”
2017年9月13日当天下午的总理发布会上（原本是有关新西兰在押犯改造政策的发布会）此事引起记者们询问，有媒体记者甚至直接问新西兰总理比尔·英格利希：“你认为杨健议员是间谍吗？”比尔·英格利希当场表示，在大选前十多天发生此事，明显是针对大选，“杨健对新西兰的忠诚是毋庸置疑的。杨健是一个新西兰公民，他过去十几年为新西兰做出的贡献以及他的工作证明了这一点。”他还表示“从很早”就知道杨健的“军事（包括军事情报）受训”经历，“这一点在新西兰华人社群中也广为人知，我认为他从来没有刻意隐瞒此事。”2017年9月13日，国家党公布了一份2012年杨健出访中国前向新西兰驻中国大使馆提交的个人简历，其中明确列出了在中国人民解放军空军工程学院和洛阳外国语学院的经历。
同日晚些时候，杨健在国家党办公室召开记者会并发布声明称“我驳斥任何质疑我对新西兰忠诚的指控。关于我的教育和工作背景，我一向是坦率和透明的。虽然我不是在新西兰出生，但是我很自豪地称自己为新西兰人。我遵守这里的法律，并为这个国家做出贡献。我挑战那些传播诽谤性言论的人，要求你们站出来并拿出证据。这是某些不敢公开自己姓名的人企图诋毁我的阴谋。仅仅因为我是华人，他们就要在大选前10天损害我和国家党的名誉。”
在发布会上杨健还对求学及任职履历再次进行了介绍，并表示自己当年在军队院校任教时只是一名英语讲师，属于文职干部，没有军衔，学校有军方背景并不代表所有与其有关的人都有相关背景，“学校有军方背景在华社是很普通的事情，许多人都有类似的履历，这并不代表什么。”杨健对曾是中共党员的身份并不否认，并称自己出国后已不再是中共党员。国家党主席彼得·古德费洛表示，杨健的背景在新西兰是“公开信息”，他“不知道”新西兰安全情报局在进行任何调查，古德费洛还称：“他当然给了我们他在两所大学的完整简历——一所空军院校，还有另一所院校。”他还表示，政府关系咨询公司Saunders Unsworth“在一次候选人审核中查看过”杨健的背景。有知情人士表示，有杨健此种背景的人在新西兰通常不会获得从事外交工作的安全许可，但是民选国会议员并不受此类限制。
北京时间2017年9月13日，中华人民共和国外交部召开例行记者会，有媒体询问新西兰华裔议员杨健所谓因曾接受中国军方的间谍培训而遭新西兰情报机构调查的问题。对此发言人耿爽表示，该议员是新西兰公民，中国奉行不干涉他国内政的原则，对于其他国家的内部事务，一般不作评论，中国也“坚决反对个别媒体发表不实报道，捕风捉影，无中生有”。
2020年7月10日，楊健去信紐西蘭國家黨中央黨部，正式退出所有國家黨職務。